# Manu Koné
Emmanuel Kouadio Koné (Colombes, 2001. május 17. –) francia válogatott labdarúgó, az AS Roma játékosa, középpályás.

## Pályafutása

### Klubcsapatokban

#### Toulouse
2016-ban igazolt a Toulouse akadémiájára. 2019. május 24-én mutatkozott be a Dijon ellen.

#### Borussia Mönchengladbach
Konét 2021. január 21-én jelentette be a Borussia Mönchengladbach. A szezon hátralévő részében a Toulousenál játszott kölcsönben.

#### Roma
2024. augusztus 30-án a Serie A-ban szereplő Roma 18 millió euróért szerződtette, Koné pedig öt évre szóló szerződést írt alá.

### Válogatottban
Koné tagja volt Franciaország csapatának a 2024-es nyári olimpián, ahol ezüstérmet nyert, miután 5–3-ra kikaptak a döntőben Spanyolország ellen.
2024. szeptember 6-án mutatkozott be a francia felnőtt válogatottban egy Nemzetek Ligája-mérkőzésen Olaszország ellen, a Parc des Princes stadionban. A 3–1-es francia vereséggel zárult meccsen az 58. percben váltotta Youssouf Fofanát.